# 賈昌齡
贾昌龄（？—1040年10月1日），字延年，镇阳人。
先祖以仕宦迁徙开封。曾祖贾纬。贾琰之孙，贾汾之長子，贾昌朝的同族弟兄。早孤，由祖母抚养成人。好学习，师从翰林李宗谔。登进士第，释褐為饶州浮梁縣尉，历任开封府功曹参军、許州郾城主簿、大理寺丞、殿中丞、太常博士、屯田员外郎，改任京师榷货务，“疏达利路，商贾便之”，改任都官员外郎、屯田郎中、提点京西路刑狱，改度支郎中、荆湖北路转运使、太常少卿，直昭文館。知潭州，調知廣州軍州事。康定元年（1040年）八月在赴任南海的途中染疾，二十三日去世。庆历五年（1045年）葬於新郑抱章山。
范仲淹与贾昌龄同朝为官，有交情，次女嫁与贾昌龄的三子贾蕃。2012年6月，河南新郑市新村镇二十里铺出土由范仲淹撰《贾昌龄墓志》。